# Lucien Mouillard
Lucien Mouillard né le 6 novembre 1841 à Paris et mort dans la même ville le 10 octobre 1924 est un historien et un peintre français.

## Biographie
Fils de Abel Napoléon Mouillard et d'Élisa Adèle Marié, Lucien Mouillard est le frère cadet du peintre Alfred Mouillard (1831-1906).
Spécialiste de l'histoire militaire, on lui doit l'ouvrage de référence Armée française : Les Régiments sous Louis XV. Il participe, dès le premier numéro, à la revue La Plume et l'Épée.
Élève d'Isidore Pils et de Léon Cogniet (chez qui il rencontrera le peintre Nicolas-Adolphe Weber avec qui il se liera d'amitié), sa pratique de la peinture se répartit entre l'orientalisme et la peinture d'histoire militaire. Il expose au Salon de Paris de 1870 à 1904, puis au Salon d'hiver.
Il voyage régulièrement en Afrique du Nord, principalement en Algérie et en Tunisie.

## Œuvres

### Publications
- Lucien Mouillard, Les régiments sous Louis XV, Paris, Librairie militaire de Dumaine, L Baudoin & Cie, successeurs, 1882[3].
- Lucien Mouillard, Réflexions et souvenirs du chevalier de Ray, 1895.
- Lucien Mouillard, « La Peinture militaire », La Plume et l'Épée,‎ janvier-mars 1900, p. 65-70.
- Lucien Mouillard, « La Colonie, maréchal de camp », La Plume et l'Épée,‎ 1901-1902, p. 49-67.

### Peintures
- La Capitulation de Metz, le 26 octobre 1870, 1877, Paris, musée de l'Armée[4],[5].
- L'Appareillage au Crotoy, 1879[6], localisation inconnue.
- L'Oiseau de paradis, 1880[7], localisation inconnue.
- Arrivée de dignitaires orientaux à Venise, 1881, localisation inconnue[réf. nécessaire].
- Captives espagnoles et italiennes vendues par les corsaires barbaresques, 1886[8], localisation inconnue.
- Souleyman, agah de la police, sort de la Casbah pour réprimer l’émeute, 1887[9], localisation inconnue.
- Les Conquérants de Grenade, 1889[10], localisation inconnue.
- Le Comte de Gisors à la tête de la brigade des carabiniers, blessé mortellement à la tête à la bataille de Crefeld le 23 juin 1758, 1890[11], localisation inconnue.
- En avant !, 1892[12], localisation inconnue.
- Les Fusiliers-chasseurs de la garde impériale à Essling, 1897[13], localisation inconnue.
- Cavaliers au cabaret, 1899[14], localisation inconnue.
- Le Bain turc, 1901, localisation inconnue[réf. nécessaire].
- Le Chanteur de cantiques au pardon de Sainte-Anne-de-Pallu, 1903[15], localisation inconnue.
- Le Colonel Clerc, du 2e zouave, à l'assaut de Laghouat (1852), 1904[16], localisation inconnue.
- Jeux bourgeois, 1905, Marseille, musée des Civilisations de l'Europe et de la Méditerranée.
- L'Odalisque au perroquet, 1907, localisation inconnue[réf. nécessaire].
- Pardon de Sainte-Anne, 1910, localisation inconnue[réf. nécessaire].
- Les Carabiniers à la bataille de Crefeld, 1911, localisation inconnue[réf. nécessaire].
- Le Hammam Chérif, 1912, localisation inconnue[réf. nécessaire].

### Distinctions
- Officier de l'ordre du Nichan Iftikhar[17].